# Bernard Nayral
Bernard Nayral, né le 19 juillet 1941 à Montpellier (Hérault), est un homme politique et professeur de collège français, ancien député de l'Hérault.

## Mandats
- Élu député de 1988 à 1993 il est député de la cinquième circonscription de l'Hérault. Il fait partie du groupe socialiste.
- Réélu député de 1997 à 2002 de la cinquième circonscription de l'Hérault.
- Il est conseiller municipal (1971) puis Maire de Capestang (1977-2001), conseiller général du Canton de Capestang (1977-2004), conseiller régional du Languedoc-Roussillon (1986-1988).